# Pan toscano

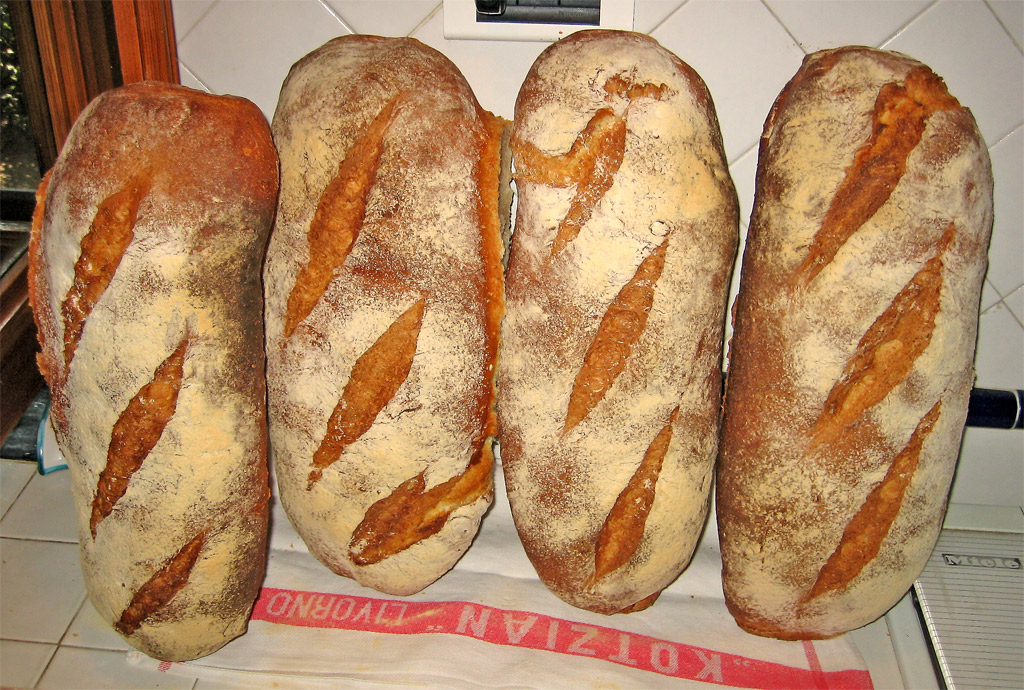
Quattro pani toscani

El pan toscano (en italiano, pane toscano) es un tipo de pan típico de la Toscana, región de Italia, declarado denominación de origen protegida (DOP) de marca registrada . Lo que más lo distingue es el hecho de que no tiene sal y tiene un sabor a miga ligeramente ácido. 
La producción de pan insípido, también llamado pan tonto o sin sal, también está muy extendida en otras áreas de Italia, como Umbría, la Tuscia viterbense, Marcas, el Teramano, la Romaña toscana y algunos municipios de los Apeninos boloñeses, cerca de la frontera con Toscana.

## Historia
La tradición dice que la falta de sal se debe a una disputa en el siglo XII entre los pisanos y los florentinos. Por otro lado, la leyenda de un enfrentamiento similar entre el Papa y la gente de Perugia está muy extendida en el área de Umbría, incluso si una investigación sobre el pan sin sal en Perugia parece refutar estas leyendas.
En el canto diciassettesimo XVII del Paradiso de la Divina Comedia de Dante Alighieri, Messer Cacciaguida profetizó el futuro exilio del poeta toscano, describiendo la angustia de quienes tendrán que comer el pan ajeno, hecho con sal. Un primer testimonio escrito sobre la producción de pan sciocco ('soso', es decir, sin sal), ya lo proporciona en el siglo XVI Pierandrea Mattioli. Un texto de 1765 de Saverio Manetti informa sobre la costumbre toscana de no usar sal durante la preparación de este tipo de pan en particular, además de una técnica de fermentación (formento en toscano), que consiste en harina con una masa agria en su centro, que se deja reposar en un aparador llamado madia. 
Existen muchas evidencias sobre el papel protagonista que tiene el pane toscano en la dieta de los campesinos mezzadri toscanos del siglo XIX, del pan elaborado sin sal. Esta elección fue la consecuencia natural del uso de la sal, dado su elevado precio, principalmente para la conservación de la carne de cerdo. En el siglo XX, Giuseppe Negri elogió la labor del panadero, refiriéndose al «insípido filone toscano». Algunos escritores posteriores han narrado la bondad y peculiaridad de este pan sciocco, de corteza crujiente y miga suave pero consistente.
Con la directiva europea 2016/58 / UE, publicada en el Diario Oficial de la Unión Europea el 4 de marzo del mismo año, el pan toscano obtuvo el reconocimiento DOP.

## Características
La DOP disciplinaria de Pane Toscano proporciona una masa convenientemente fermentada elaborada con harina de trigo blando tipo "0", que contiene germen de trigo, agua y levadura exclusivamente natural (o también llamada levadura madre , también conocida como masa madre procedente de un procesado previo).
Además, la disciplina define proporciones y tiempos, pero sobre todo elabora el identikit del pan toscano. La talla localmente llamada filoncino tiene forma romboidal y un peso que varía de 450 a 550 gramos. El tamaño llamado filone es de forma rectangular con esquinas redondeadas; el peso varía de 0,9 a 1,1 kg o de 1,8 a 2,2 kg.
La harina a utilizar es harina de trigo blando. Para la preparación se utiliza la técnica de la biga o «primera masa», utilizada para la multiplicación de la levadura madre convenientemente renovada. Una vez preparada la biga se deja reposar al menos 8 horas. Al final de esta fase, la mezcla obtenida está lista para ser utilizada como leudante para la producción. Se prohíbe la adición de cualquier tipo de aditivo alimentario a la harina.
Tiene una corteza quebradiza y crujiente que se reconoce por su color avellana oscuro opaco. En boca tiene un sabor suave y ligeramente ácido.
El pan tonto también se usa a menudo en forma de crostini, que son pequeñas rebanadas de pan que se ha calentado en el horno, asado o frito (similar a los picatostes). Los crostini se sirven principalmente como antipasto, junto con embutidos o pescados, o como acompañamiento de sopas y primeros platos.